# Luisenthal (Turyngia)
Luisenthal – miejscowość i gmina w Niemczech, w kraju związkowym Turyngia, w powiecie Gotha.
Niektóre zadania administracyjne gminy realizowane są przez miasto Ohrdruf, które pełni rolę "gminy realizującej" (niem. "erfüllende Gemeinde").

## Współpraca
Miejscowość partnerska:
- Karben, Hesja